# Le Testament du docteur Mabuse
Das Testament des Dr. Mabuse
Pour les articles homonymes, voir Le Testament du docteur Mabuse (homonymie).
Série Docteur Mabuse
Docteur Mabuse le joueur
(1922) Le Diabolique Docteur Mabuse
(1960)
Pour plus de détails, voir Fiche technique et Distribution.
Le Testament du docteur Mabuse (titre original : Das Testament des Dr. Mabuse) est un film allemand réalisé par Fritz Lang, sorti en 1933. 
C'est la suite de Docteur Mabuse le joueur, film muet en deux épisodes de 1922. Un troisième long métrage sort en 1960, Le Diabolique Docteur Mabuse.
Le film a été tourné en deux versions, l'une allemande, l'autre française (coréalisée par René Sti).

## Synopsis
Le film raconte comment le Dr Mabuse, interné dans un asile psychiatrique, parvient à contrôler son directeur et un gang de malfaiteurs grâce à des pouvoirs hypnotiques. Le commissaire Karl Lohmann et le bandit repenti Kent tentent de leur côté de démanteler le réseau.

## Fiche technique
- Titre : Le Testament du docteur Mabuse
- Titre original : Das Testament des Dr. Mabuse
- Réalisation : Fritz Lang
- Scénario : Fritz Lang, Thea von Harbou, d'après le roman Dr. Mabuses letztes Spiel de Norbert Jacques
- Adaptation française : René Sti
- Photographie : Fritz Arno Wagner
- Cadrage : Károly Vass, Werner Krien
- Montage : Conrad von Molo, Lothar Wolff
- Musique : Hans Erdmann
- Décors : Karl Vollbrecht, Emil Hasler
- Costumes : Hans Kothe
- Son : Adolf Jansen
- Production : Seymour Nebenzal
- Société de production : Nero-Film AG (A Fritz Lang Film)
- Sociétés de distribution : Rota-Film Verleih AG (Troisième Reich), Les Films Osso (France), Electa Films (Royaume-Uni), European Films (États-Unis)
- Pays de production :  Reich allemand
- Langue originale : allemand, français
- Tournage : du 2 octobre 1932 à janvier 1933 à Berlin, à Jüterbog dans le Brandebourg et dans le quartier de Berlin-Spandau
- Format : noir et blanc — 35 mm — 1,37:1 — son mono
- Genre : policier, thriller
- Durée : 122 minutes
- Dates de sortie :
  - France, Hongrie : 21 avril 1933 (première à Paris et Budapest)
  - Allemagne de l'Ouest : 24 août 1951
- Affiche : Roland Coudon (France)

## Distribution
| Version allemande - Oscar Beregi, Sr. : Dr. Baum - Rudolf Klein-Rogge : Dr. Mabuse - Paul Bernd : le maître-chanteur - Henry Pleß : Bulle - Gustav Diessl : Thomas Kent - Paul Henckels : le lithographe - Wera Liessem : Lily - Oskar Höcker (de) : Bredow - Georg John : le domestique de Baum - Adolf Edgar Licho : Dr. Hauser - Theo Lingen : Karetzky - Theodor Loos : Dr. Kramm - Karl Meixner (de) : Hofmeister - Klaus Pohl : Müller - Rudolf Schündler : Hardy - Ludwig Stössel : Travailleur - Otto Wernicke : le commissaire Lohmann - Camilla Spira : Anna « les bijoux » | Version française - Thomy Bourdelle : le Dr Baum - Rudolf Klein-Rogge : le Dr Mabuse - Maurice Maillot : Thomas Kent - Monique Rolland : Lily - Daniel Mendaille : Bredow - Raymond Cordy : Karetzky - Karl Meixner (en) : Hofmeister - Ginette Gaubert : Anna - René Ferté : Hardy - Jim Gérald : le commissaire Lohmann - Georges Paulais - Sylvio de Pedrelli - Georges Tourreil - Lily Rézillot - Jacques Ehrem - Georges Koudria - Marcel Merminod |

## Analyse

Tout le film tourne autour de la figure énigmatique du Dr Mabuse qui est interné et qui a apparemment perdu la raison. Dans l'asile où il se trouve, il ne fait rien d'autre qu'écrire sans arrêt des notes quasi incompréhensibles que le Dr Baum rassemble consciencieusement pour essayer de percer à jour le génie de Mabuse.
En parallèle, des crimes sont commis apparemment sans raison par des groupes terroristes auxquels appartient Tom Kent, un homme qui vient de sortir de prison après quatre ans pour avoir tué son amie et son meilleur ami. N'ayant pas trouvé de travail, il devient membre de cette organisation terroriste dont on apprend peu à peu qu’elle est dirigée par Mabuse. Il a rencontré Lili dont il est tombé amoureux et il regrette d’avoir intégré cette organisation. Il est pris d’un dilemme, entre continuer cette activité et rompre avec Lili ou tout avouer à Lili et quitter l’organisation.
C’est là que l'on découvre la dimension totalitaire de l'organisation dirigée par Mabuse : 
- Les lois sont définitives, il n’est pas envisageable qu'il y ait des dissidents, et s'il y en a, ils sont accusés de trahison et condamnés à mort (c'est la sentence prononcée contre Kent et Lili, même s’ils parviennent à y échapper).
- Les ordres sont donnés non pas par une personne (que l’on ne voit jamais) mais par une voix qui s'exprime d'abord derrière un rideau, puis, quand le rideau tombe, par l'intermédiaire d'un haut-parleur (ce motif apparaît à deux reprises). Voir, à ce propos, l'analyse qu'en propose Slavoj Žižek dans son documentaire The Pervert's Guide to Cinema (2006). Cette réduction du chef à une voix a comme effet de rendre impossible l'identification et la localisation de la personne, donc d'augmenter l’effet de terreur.
- Les crimes perpétrés le sont apparemment sans raison. Dans l'entretien qu’il a avec le Dr Baum, l'esprit de Mabuse explicite l'intention : il s'agit de créer un climat de terreur et de déstabiliser la population pour, in fine, asseoir l'empire absolu du mal.

On en revient finalement à la figure du Dr Mabuse : pendant longtemps, il n'est qu’une voix qui donne les ordres. Une aura envoûtante flotte autour de lui, car on apprend vite qu'il est interné et devenu fou, mais, malgré tout, c'est lui qui est la source des attentats. Après un temps, il décède, et c'est là que le film tombe dans le fantastique : l'esprit de Mabuse accompagne et possède le Dr Baum qui devient l'instrument de Mabuse pour exécuter ses actes. Mais la fin du film rend le statut de Mabuse encore plus problématique puisque le Dr Baum devient lui-même fou et réitère les gestes initiaux de Mabuse interné. L'esprit de Mabuse se réincarne-t-il génération après génération dans un nouvel individu ? Est-il le principe du mal qui demande juste à s'incarner dans des individus historiques ?
« Le succès du Docteur Mabuse fit faire à Lang Le Testament du docteur Mabuse, dans lequel la parabole politique était plus que manifeste, puisque le héros, devenu la chose de Mabuse prisonnier, accomplissait les volontés de ce maître criminel. La référence à Mein Kampf, écrit en prison par Hitler, était tellement claire que le film fut interdit par Goebbels et que Lang, à qui ce dernier avait proposé le poste de réalisateur officiel du parti nazi, quitta l'Allemagne en 1933. »

## Autour du film
- Le Testament du docteur Mabuse est l'un des films les plus connus de Fritz Lang. On attribue généralement une portée politique majeure au film. Pendant la Seconde Guerre mondiale, Lang a en effet affirmé que ce film, qui raconte l'histoire d'un fou criminel qui dirige la pègre à distance, visait en fait le régime nazi[2],[3].
- La projection du film fut interdite en Allemagne par Goebbels[2]. Mais pour l'historien Georges Sadoul, l'interprétation tardive des intentions que Lang attribue à son propre film est contestable. Thea von Harbou, épouse et coscénariste de Lang, était à l'époque membre du parti nazi dont elle n'allait pas tarder à devenir une cinéaste officielle importante après avoir divorcé de son époux, dénoncé comme non-Aryen[4].